# 海洋奇緣 (2026年電影)
《海洋奇缘》是一部2026年的美國音樂奇幻喜劇動作電影，由托馬斯·凱爾執導，是2016年同名電影的真人翻拍電影，也是海洋奇緣系列電影的第三部作品，由凱瑟琳・拉加阿亞（Catherine Lagaʻaia）飾演莫娜（Moana），巨石強森飾演毛伊（Maui），此電影是凱瑟琳・拉加阿亞（Catherine Lagaʻaia）首部處女作。本片由華特迪士尼動畫工作室製作、華特迪士尼影業發行。
強森於2023年4月宣布將製作真人版《海洋奇緣》電影。凱爾於同年5月被聘為導演，而拉加阿亞則於2024年6月宣布擔任主角，同時公佈了主要配角陣容。主體拍攝於2024年7月至11月間在亞特蘭大和夏威夷進行。
電影預計由華特迪士尼工作室電影發行，並於2026年7月10日在美國和加拿大上映。

## 製作

### 發展
2023年4月3日，巨石強森的官方YouTube頻道宣布，華特迪士尼影業正在開發真人翻拍版《海洋奇緣》（2016 年），七塊錢製片公司的強森將與海勒姆·加西亞（Hiram Garcia）和丹妮·加西亞跟弗林圖片公司 （Flynn Picture Co.）的博·弗林監製，而原版的主演女主角奧莉伊·卡拉瓦爾侯擔任執行製片人。2023年5月31日，托馬斯·凱爾被宣佈為導演。

### 拍攝
主體拍攝於2024年7月29日在亞特蘭大開始，電影標題代號為「Canon」，並於11月22日在夏威夷殺青。原定於2024年6月以「Motorheads」為電影標題開拍，但因2023年SAG-AFTRA罷工而從2023年10月的計劃開機日期延後。奧斯卡・法烏拉擔任攝影指導。

## 發行
電影預計於2026年7月10日在美國上映，舊檔期為2025年6月27日。

## 外部連結
- 互联网电影数据库（IMDb）上《海洋奇緣》的资料（英文）